# Агрессор (эскадрилья)

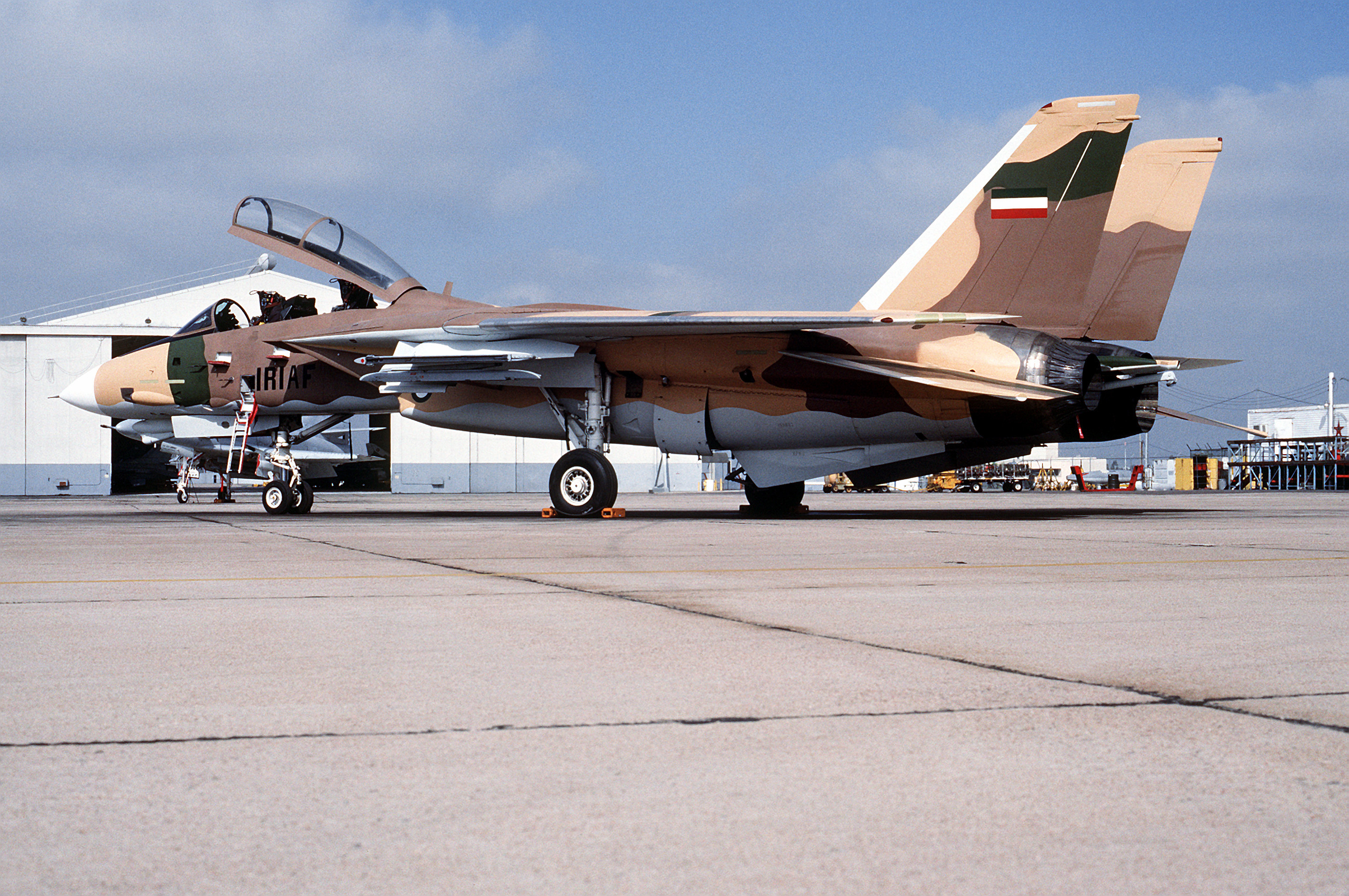
На вооружении ВВС Ирана до сих пор находятся истребители F-14; на этой фотографии показан самолёт «агрессоров» в соответствующей окраске

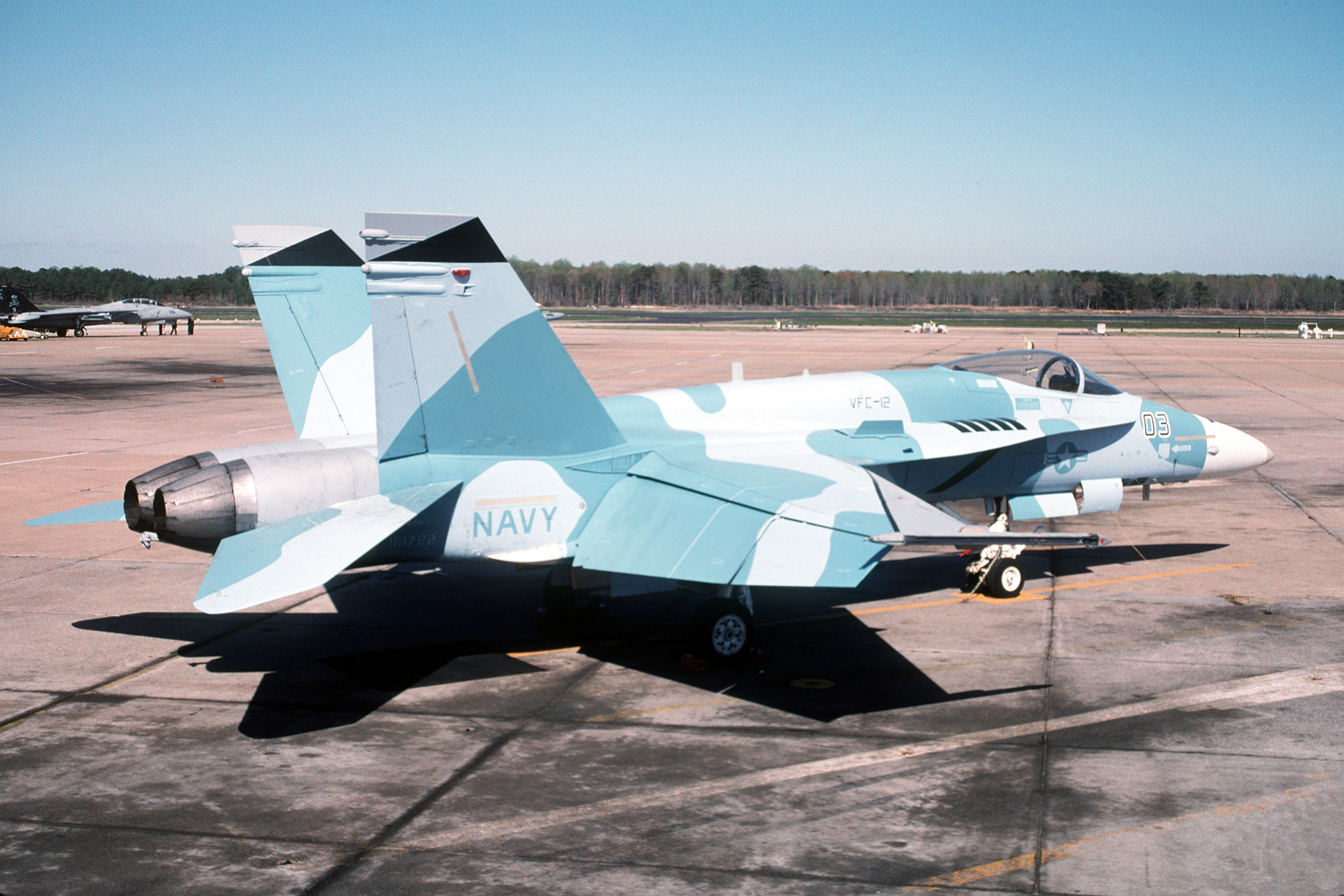
F/A-18, окрашенный в цветовую схему, имитирующую Су-27

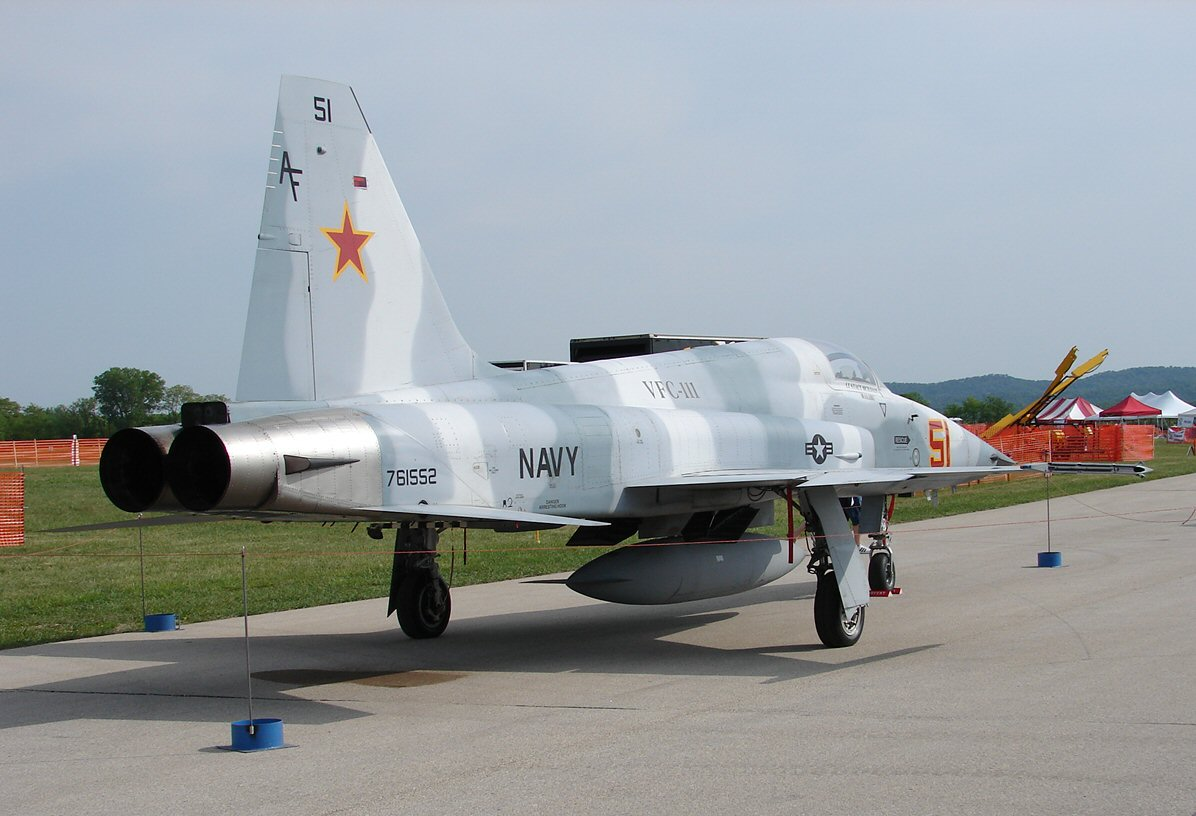
Northrop F-5 с красной звездой.

Эскадрилья «Агрессор» — эскадрилья военно-воздушных сил, выполняющая роль противника во время учений. Наиболее известны эскадрильи «Агрессор» из состава Вооружённых сил США.

## «Агрессоры» США
Эскадрильи агрессоров появились в США после войны во Вьетнаме. Они вооружены, как правило, истребителями американского производства, несущими окраску и опознавательные знаки ВВС вероятного противника, и ведут воздушные бои согласно доктринам и наставлениям соответствующих стран. В эти эскадрильи отбираются только опытные лётчики-добровольцы, имеющие не менее 600 часов налёта и квалификацию инструктора. Кроме ВВС США, «агрессоры» имеются в авиации Корпуса морской пехоты и ВМС, однако там они называются «противниками» (Adversary).
Самолёты «агрессоров» по своим лётно-техническим характеристикам приблизительно соответствуют определённым иностранным типам самолётов. Первыми самолётами, использовавшимися для имитации советских истребителей МиГ-17 и МиГ-21, были соответственно A-4 «Скайхок» и F-5 «Фридом Файтер»/«Тайгер». В 1980-х годах некоторое время использовались арендованные у Израиля истребители «Кфир», получившие американское обозначение F-21A и имитировавшие МиГ-23. В дальнейшем они были заменены на F/A-18 «Хорнет» и F-16 «Файтинг Фалкон», играющие роль Су-27 и МиГ-29. С 2005 года в эскадрильях «агрессоров» начали использоваться и F-15 «Игл».
В конце 1980-х годов обе эскадрильи «агрессоров» в Военно-воздушных силах США были расформированы в связи с изменениями в международной ситуации. В 2003—2006 годах они сформированы заново.
По состоянию на 2007 год в американской авиации имеются следующие эскадрильи «Агрессор»:
- 64-я эскадрилья
- 65-я эскадрилья
- 26-я эскадрилья «космических агрессоров»
- 527-я эскадрилья «космических агрессоров»
- 507-я эскадрилья «агрессоров» ПВО
- Draken International
- VMFT-401 (Корпус морской пехоты)
- VFC-12 (ВМС)
- VFC-13 «Saints» (ВМС, школа Top Gun)
- VFC-111 (ВМС)

Кроме того, «агрессорство» продолжает практиковаться в Школе истребительного вооружения ВМС.